# 統一人民戦線
統一人民戦線（とういつじんみんせんせん、シンハラ語: සමගි ජනබලවේගය, タミル語: ஐக்கிய மக்கள் சக்தி, 英語: Samagi Jana Balawegaya）は、スリランカの政党連合。2020年総選挙のために統一国民党（UNP）の作業チームから発足し、同党から離脱したサジット・プレマダーサ派によって構成される。2020年2月11日に選挙管理委員会から政党として認められ、13日には国家遺産党、スリランカ・ムスリム会議、タミル進歩同盟が参加した。ランジット・マドゥマバンダラが幹事長を務める。同選挙では54議席を獲得し、第2党となった。

## 年表
2020年における同連合成立までの年表。
- 1月30日：統一国民党（UNP）作業チームによってサジット・プレマダーサが新連合党首と首相候補となることが決定[9]。
- 2月11日：選挙管理委員会が統一人民戦線の結成を承認。
- 2月13日：国家遺産党（英語版）、スリランカ・ムスリム会議、タミル進歩同盟（英語版）がSJB参加を表明[10]。
- 2月19日：UNP作業チームにより、白鳥を選挙のシンボルとして使用することが決定[11]。
- 3月2日：コロンボ市内で党大会を開き、正式に発足が表明[12]。
- 3月9日：SJB本部が首都コッテに設置。
- 3月10日：選挙のシンボルを電話機に変更することが決定
- 8月5日：総選挙が実施され、54議席を獲得して第2党となる[13]。

## 統一国民党
統一国民党所属議員77名のうち52名がサジット・プレマダーサに率いられて離党し、この連合に参加した。その後統一国民党の作業部会もプレマダーサをこの政党連合の党首として認め、彼が2020年の総選挙を率いることとなった。同年2月14日、プレマダーサとラニル・ウィクラマシンハは党の分裂を避けるため、統一人民戦線の下で白鳥のシンボルマークを使用して選挙戦を行うことに合意した。
しかし最終的にウィクラマシンハはSJBとの選挙協力を拒否し、独自に象のシンボルマークで選挙戦を行うことにした。しかし統一国民党所属議員の大半はSJBから出馬した。

## 幹部

### 党首
| 氏名                   | 肖像 | 任期                 |
| ---------------------- | ---- | -------------------- |
| サジット・プレマダーサ |      | 2020年2月10日 - 現在 |

### 議長
| 氏名                 | 肖像 | 任期                 |
| -------------------- | ---- | -------------------- |
| サラット・フォンセカ |      | 2020年2月10日 - 現在 |

### 幹事長
| 氏名                             | 肖像 | 任期                 |
| -------------------------------- | ---- | -------------------- |
| ラジット・マッドゥマ・バンダーラ |      | 2020年2月10日 - 現在 |